# Globe Life Field
Il Globe Life Field è uno stadio di baseball situato ad Arlington, in Texas. Ospita le partite casalinghe dei Texas Rangers della Major League Baseball sostituendo il vecchio Globe Life Park, distante pochi passi.
La Globe Life and Accident Insurance Company, una sussidiaria della Globe Life, con sede a McKinney, possiede i diritti di denominazione della struttura fino al 2048.

## Storia
Il 20 maggio 2016, i Rangers annunciarono che avrebbero lasciato il Globe Life Park. Il nuovo stadio sarà costruito in partenariato pubblico-privato e avrà un tetto retrattile. Lo stadio fu approvato il giorno successivo all'Election Day. Il 5 gennaio 2017 l'HKS, Inc. venne annunciata come progettista.
Il 31 gennaio 2019, i Rangers comunicarono che la superficie di gioco del Globe Life Field sarà rivestita di erba sintetica fornita da Shaw Sports Turf, rendendoli una delle sole quattro squadre della Major League a giocare le partite in casa su erba artificiale.
I Rangers hanno menzionato il tempo come la ragione per cui le presenze al Globe Life Park sono inferiori rispetto ad altri stadi di baseball nelle principali aree metropolitane, poiché è soggetto a temperature elevate e a ritardi per la pioggia. Pertanto, i Rangers stanno proponendo di costruire il nuovo stadio con un tetto. A differenza dei suoi predecessori, il campo centrale del nuovo stadio sarà rivolto a nord-est, invece che a sud-est.
Insieme al nuovo stadio sono previsti un nuovo centro commerciale, un Loews Hotel e un villaggio sportivo. Il Globe Life Park sarà ristrutturato per il football e il calcio.
I progetti di costruzione dello stadio hanno generato reazioni contrastanti. Il nuovo stadio significherà un ambiente più confortevole per guardare il baseball ma aumenterà le tasse esistenti utilizzate per pagare l'AT&T Stadium. Secondo il Dallas Morning News, "L'accordo prevede che la città emetta 500 milioni di dollari in obbligazioni per aiutare a pagare lo stadio. Mezzo centesimo dell'imposta sulle vendite, il 2% di tasse di soggiorno in hotel e il 5% di tasse sul noleggio auto pagherebbero tali obbligazioni per un periodo stimato di 30 anni". Gli elettori hanno anche approvato una tassa sui biglietti fino al 10% e una tassa sul parcheggio fino a 3 dollari per il nuovo stadio. Quel denaro sarebbe stato utilizzato per una parte del debito dei Rangers, che è stato criticato dalla campagna d'opposizione".
Il 14 dicembre 2019, una parte del tetto in costruzione ha preso fuoco.
L'apertura ufficiale doveva avvenire il 23 marzo 2020, ma la pandemia di COVID-19 ha rinviato l'avvio della stagione della MLB mettendola anche a repentaglio. Il primo evento presso la struttura è stato così una cerimonia di consegna dei diplomi, tenutasi il 29 maggio 2020. Il 21 e 22 luglio 2020, i Texas Rangers hanno disputato al Globe Life Field un paio di amichevoli precampionato contro i Colorado Rockies, giocate a porte chiuse a causa della pandemia. Il seguente 24 luglio, i Rangers hanno disputato qui il loro primo incontro di MLB, vinto 1-0 sempre contro i Rockies, anche in questo caso a porte chiuse.